# Mackey Rock
Mackey Rock är en kulle i Antarktis. Den ligger i Västantarktis. Inget land gör anspråk på området. Toppen på Mackey Rock är 185 meter över havet.
Terrängen runt Mackey Rock är varierad. Trakten är obefolkad. Det finns inga samhällen i närheten. 